# Leigh Whipper

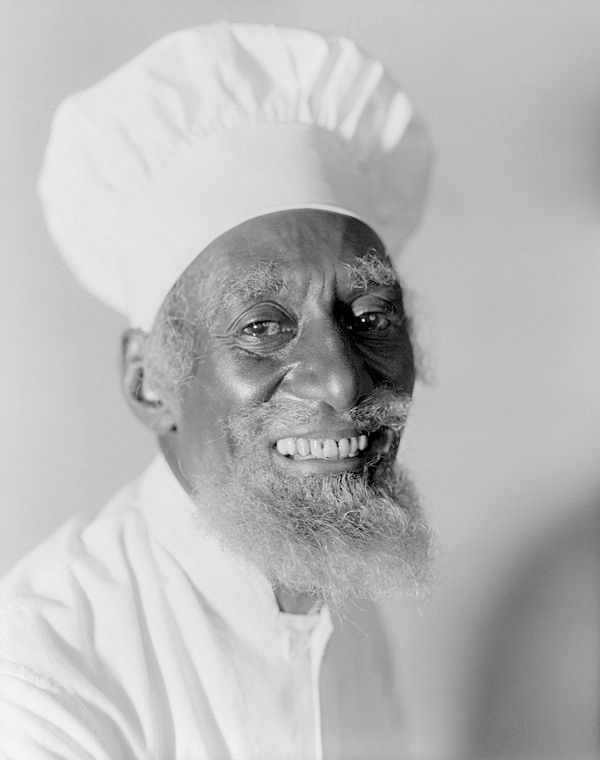
1927: Leigh Whipper als The Crab Man in der ursprünglichen Broadway-Produktion von Porgy

Leigh Rollin Whipper (* 29. Oktober 1876 in Charleston; † 26. Juli 1975 in New York City) war ein afro-amerikanischer Schauspieler im Theater und im Film.

## Leben
Leigh Whipper wurde in Charleston in South Carolina als Sohn des Anwalts William James Whipper und der Schriftstellerin Frances Rollin Whipper geboren. Er studierte Jura an der Howard University, wandte sich aber schon direkt nach dem Studium der Schauspielerei zu. Er war Gründer der Negro Actors Guild und der erste Afroamerikaner, der Mitglied der Actors Equity wurde. Leigh Whipper spielte über Jahrzehnte regelmäßig am Broadway in New York, wo er auch in der Uraufführung der Theaterversion von Von Mäusen und Menschen die Rolle des Crooks verkörperte. Diese Rolle repräsentierte er erneut in der gleichnamigen Verfilmung von Lewis Milestone aus dem Jahre 1939.
Whipper wirkte bereits seit der Stummfilmära in zahlreichen Filmproduktionen mit, unter anderem 1941 in dem Film Herr der Zombies – Insel der lebenden Toten (King of the Zombies) sowie als schwarzer Prediger in dem 1943 erschienenen Western-Klassiker Ritt zum Ox-Bow. Whipper zog sich erst 1972 von der Schauspielerei zurück und starb im hohen Alter von 98 Jahren in New York City.

## Filmografie (Auswahl)
- 1920: The Symbol of the Unconquered
- 1920: Within Our Gates
- 1939: Von Mäusen und Menschen (Of Mice and Men)
- 1941: Der Weg nach Sansibar (Road to Zanzibar)
- 1941: Herr der Zombies – Insel der lebenden Toten (King of the Zombies)
- 1942: Das Herz des goldenen Westens (Heart of the Golden West)
- 1943: Botschafter in Moskau (Mission to Moscow)
- 1943: Ritt zum Ox-Bow (The Ox-Bow Incident)
- 1946: Der unbekannte Geliebte (Undercurrent)
- 1947: Die Söhne der grünen Hölle (Untamed Fury)
- 1949: Wenn Eltern schweigen (Lost Boundaries)
- 1955: In all diesen Nächten (The Shrike)
- 1958: Peter Gunn (Fernsehserie, 1 Folge)